# Meum athamanticum
Meum athamanticum — вид квіткових рослин родини окружкових (Apiaceae).

## Біоморфологічна характеристика
Це багаторічна рослина (5)20–60(70) см заввишки, гола, з сильним і пронизливим запахом. Корінь потовщений, ± м'ясистий. Стебел 1–3(5), прямовисні, ребристі, порожнисті, прості або злегка розгалужені, з нечисленними листками, переважно в нижній частині стебла. Листки 3–4-перисті, темно-зелені, з дуже численними сегментами; прикореневі листки до 15–23(45) × 2.5–7(15) см. Зонтики з 3–18 променями. Пелюстки ≈ 2 × 1.5 мм, білі, зовні іноді рожеві. Плоди яйцеподібні, 6–10 × 3 мм, при дозріванні коричневі, кутасто-ребристі, на ніжках дуже різної довжини. 2n=22.

## Поширення
Марокко, Європа (Англія, Бельгія, Люксембург, Німеччина, Швейцарія, Австрія, Польща, Чехія, Іспанія, Андорра, Франція, Італія, Словенія, Хорватія, Боснія та Герцеговина, Чорногорія, Сербія та Косово, Македонія, Албанія, Румунія, Болгарія, Україна); інтродукований до Фінляндії, Швеції, Норвегії, Данії.
В Україні вид зростає у Карпатах.

## Використання
Використовується як декоративна, лікарська та пряна рослина.

## Галерея

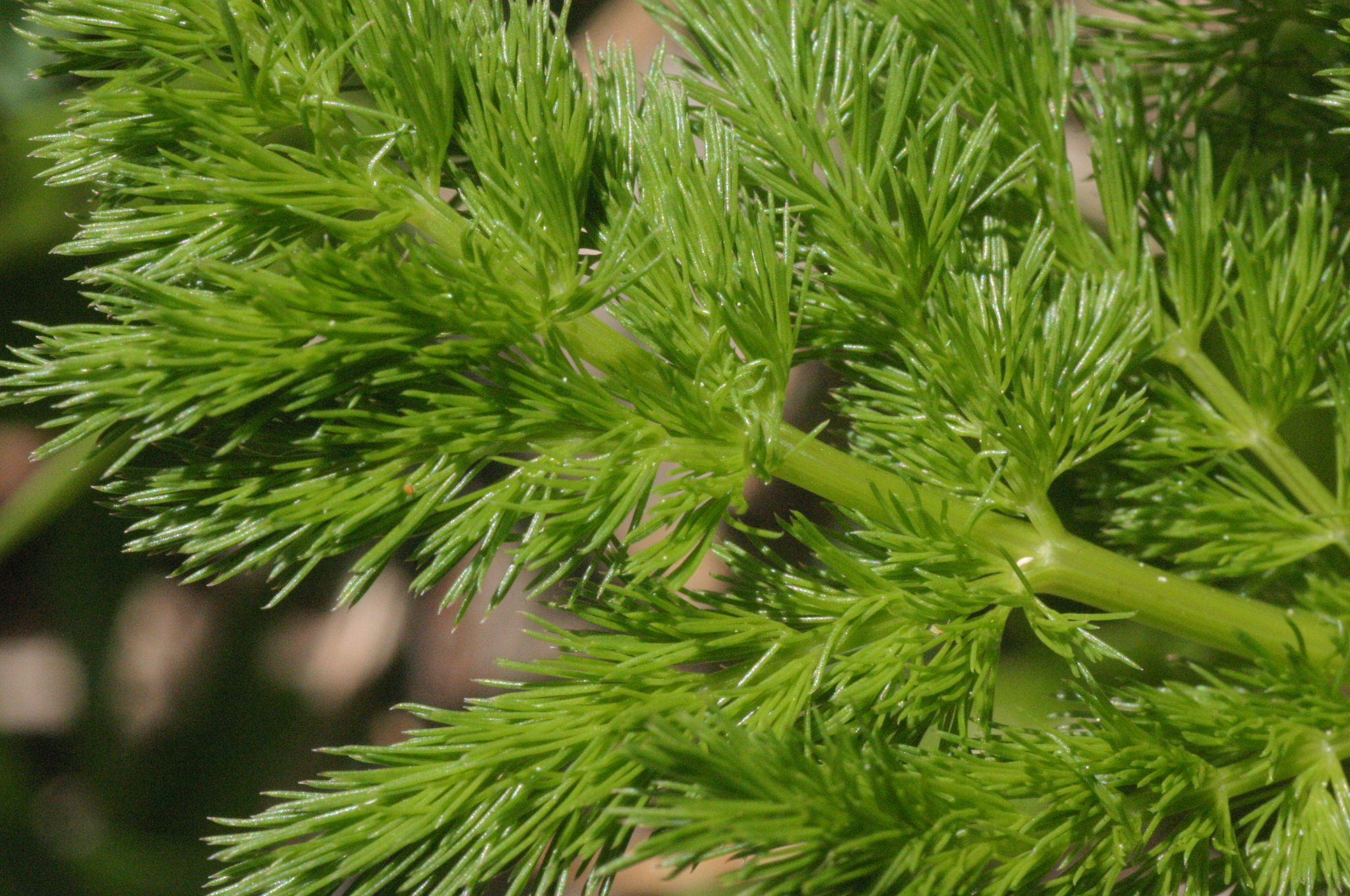
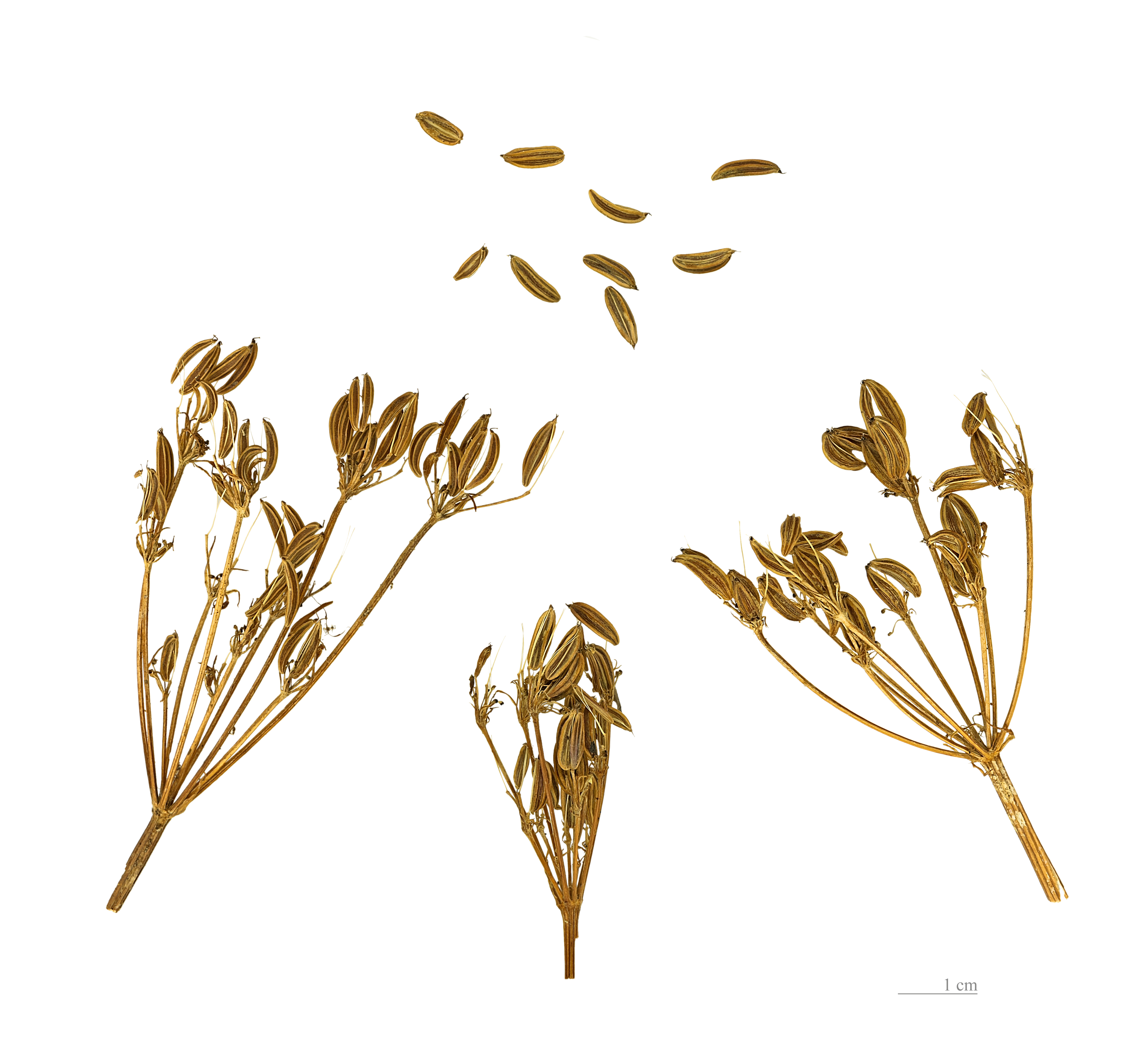
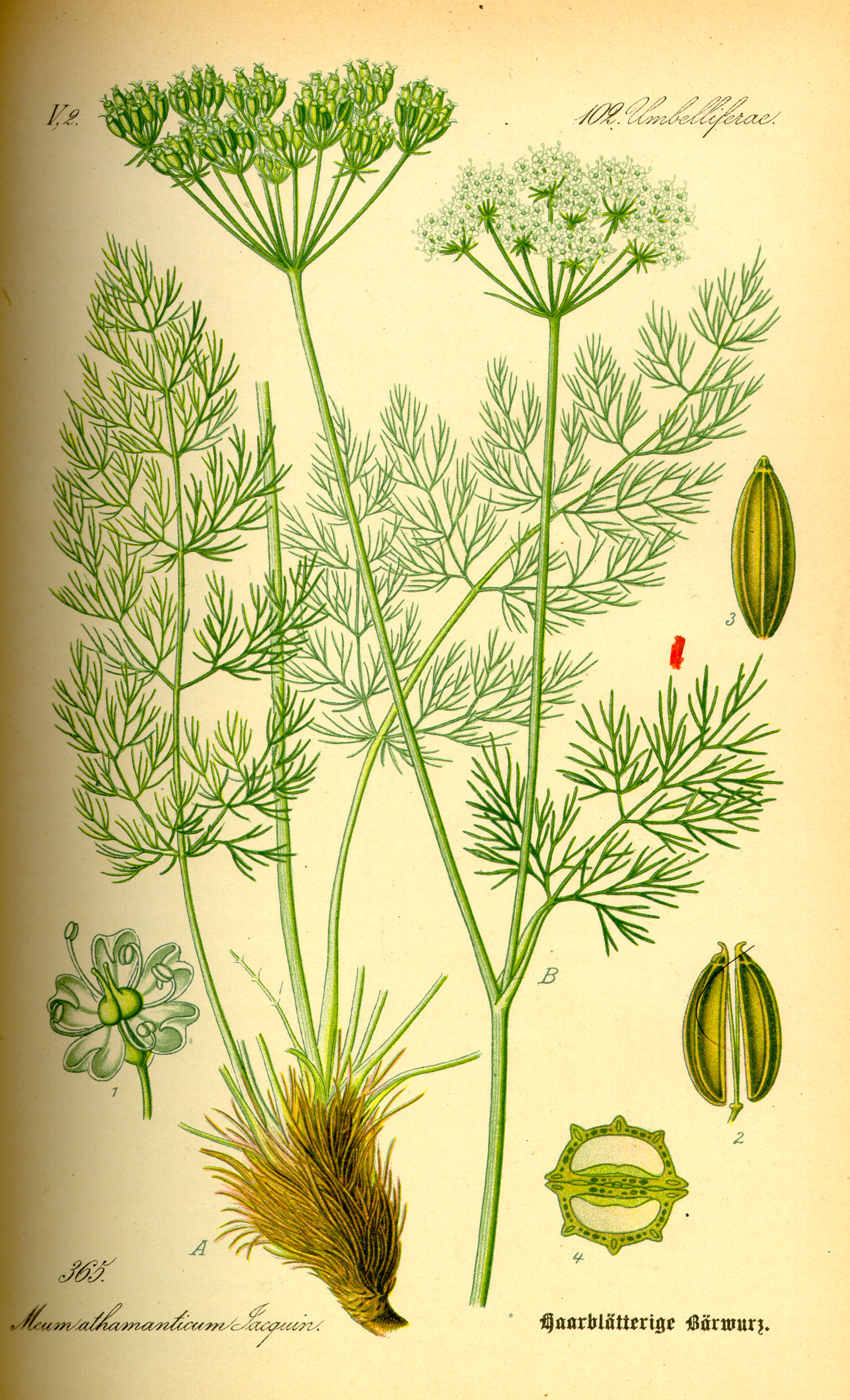